# Plénisette
Plénisette település Franciaországban, Jura megyében. Lakosainak száma 21 fő (2022. január 1.). Plénisette Plénise, Onglières és Mièges községekkel határos.

## Népesség
A település népességének változása:
| Lakosok száma | 29   | 21   | 23   | 36   | 23   | 24   | 25   | 23   | 22   | 21   |
|               | 1968 | 1982 | 1990 | 2006 | 2013 | 2015 | 2017 | 2019 | 2020 | 2022 |